# Maser (Włochy)
Maser – miejscowość i gmina we Włoszech, w regionie Wenecja Euganejska, w prowincji Treviso.
Według danych na rok 2004 gminę zamieszkiwało 4848 osób, 186,5 os./km².